# Маматов Віктор Федорович
Віктор Федорович Мама́тов (21 липня 1937, Бєлово, РРФСР, СРСР — 27 жовтня 2023) — радянський біатлоніст. Дворазовий олімпійський чемпіон. Чотири рази перемагав на чемпіонатах світу. Тренер, спортивний функціонер і суддя міжнародної категорії. Кандидат педагогічних наук, професор.
Заслужений майстер спорту СРСР (1967). Заслужений тренер СРСР (1984).

## Біографія
Виступав за «Локомотив» (Новосибірськ).
Чемпіон Олімпійських ігор 1968 и 1972 в естафеті 4×7,5 км.
Прапороносець олімпійської команди СРСР на зимовій Олімпіаді 1968 року в Греноблі, при тому, що не був на той момент олімпійським чемпіоном.
Закінчив Новосибірський інститут інженерів залізничного транспорту (1964).
Інструктор Спорткомітету СРСР (1966–1973).

## Досягнення
- Олімпійський чемпіон (2): 1968, 1972 (естафета 4x7,5 км)
- Чемпіон світу (4): 1967 (індивідуальна гонка на 20 км), 1969, 1970, 1971 (естафета 4x7,5 км)